# Fortepan
A Fortepan magyar fényképgyűjtemény, online archívum, amely a nevét az egykori váci Forte gyár által gyártott „Fortepan” negatív filmről kapta. Az online fotóarchívumban minden kép Creative Commons Nevezd meg! – Így add tovább! 3.0 (CC BY-SA 3.0) licenc alatt szabadon felhasználható.

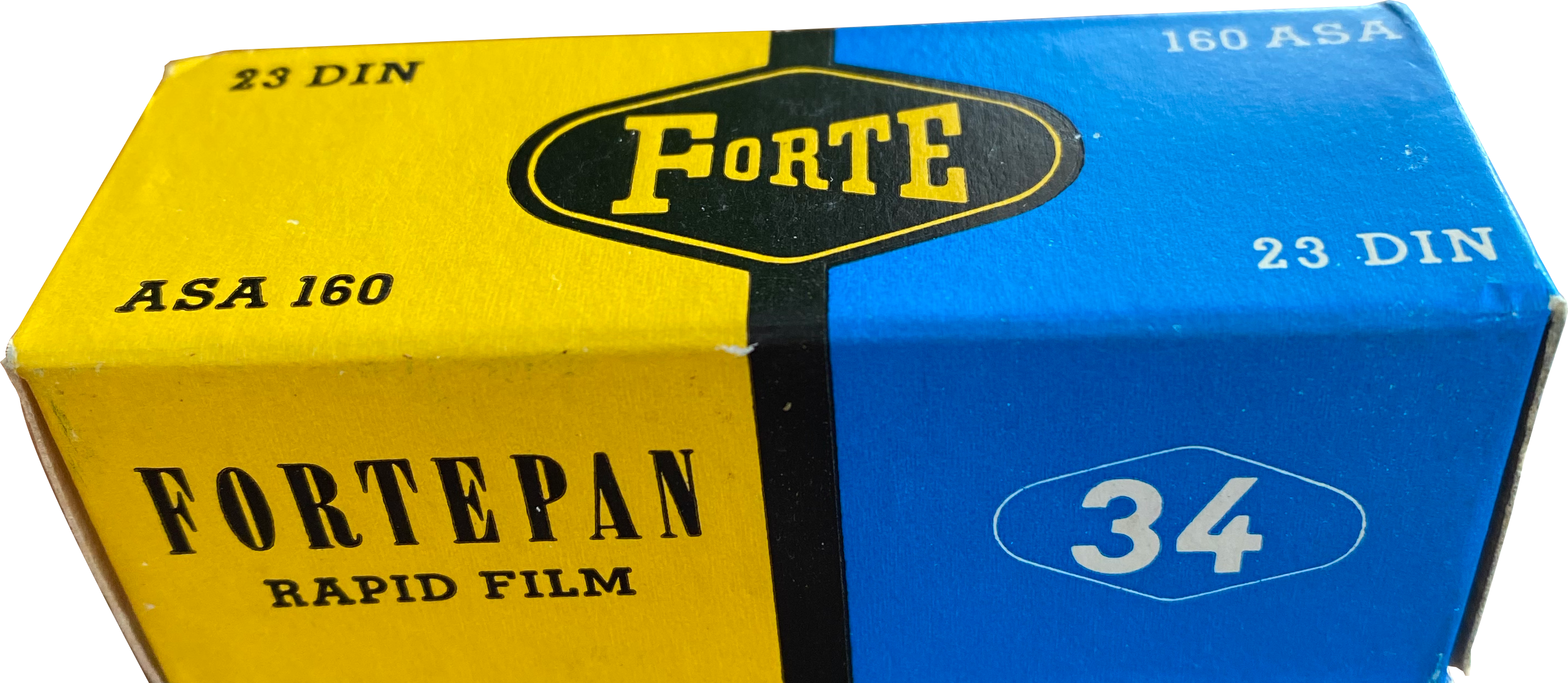
A Fortepan filmnegatív doboza

A fotógyűjtemény fizikai formában nem létezik, 2010. augusztus 20. óta online érhető el. Többnyire 1900 és 1990 között készült fényképet tartalmaz, amelyekből közel 140 ezer online elérhető, letölthető és a forrás megjelölésével szabadon felhasználható. A közzétett fotók (a Fortepan által egyoldalúan a képekhez csatolt digitális jognyilatkozata szerint) a Creative Commons licenc alá tartoznak.

## Története

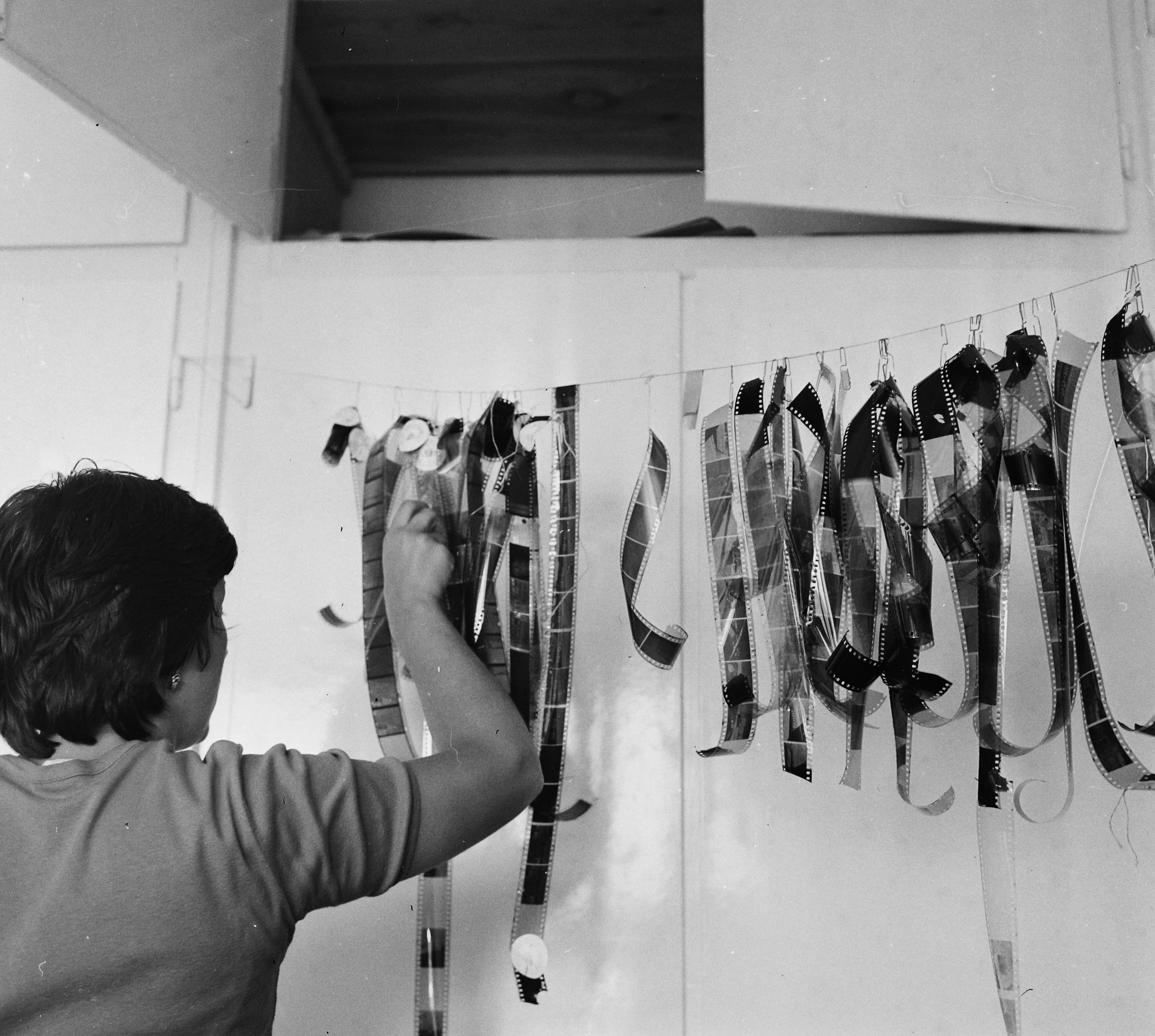
Negatívok a falon, a 13522 azonosító jelű fénykép a Fortepan.hu fotói közül

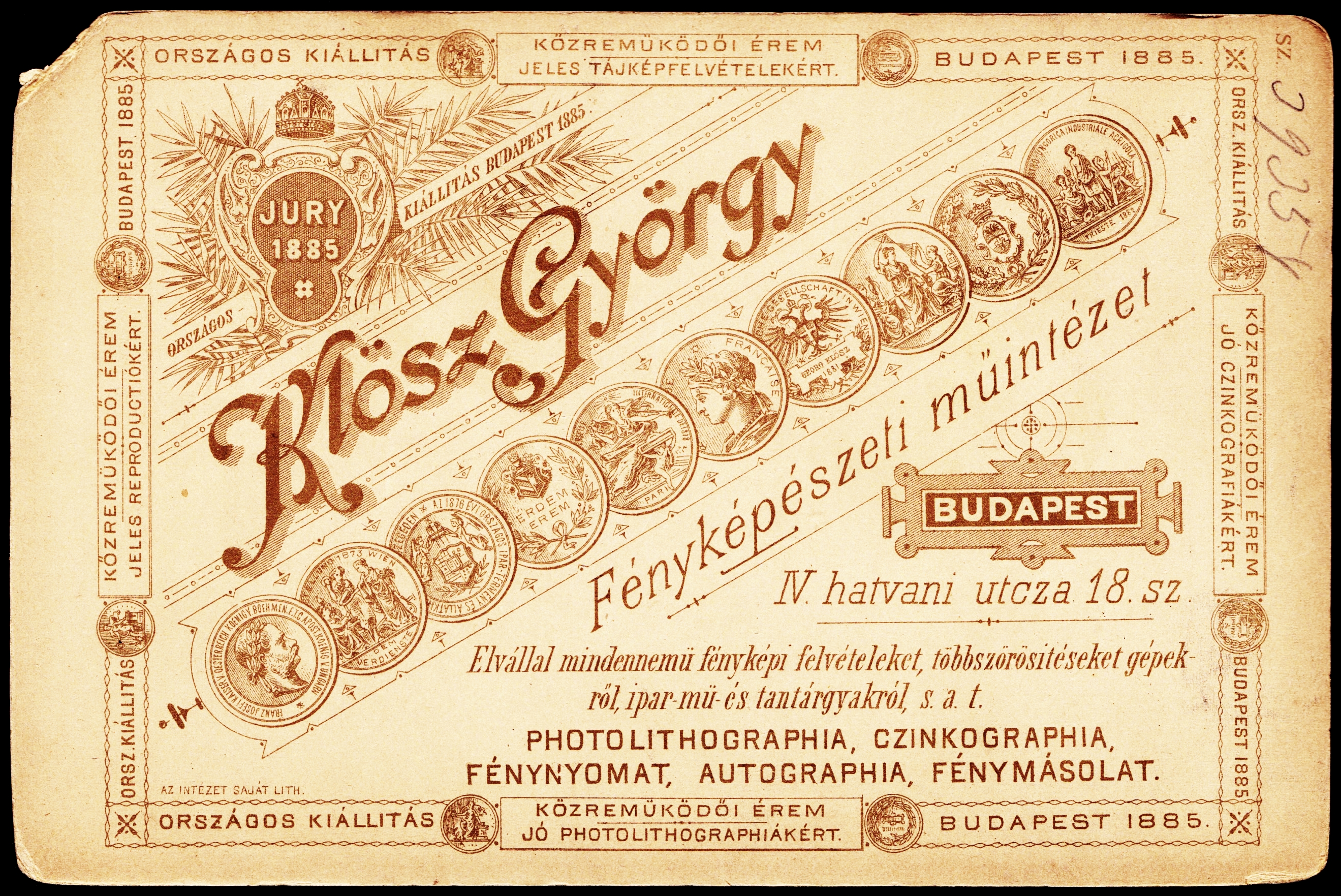
Klösz György műintézete 1885, Fortepan.hu

A fotók száma egyre bővül, ahogy új képeket küldenek be, illetve digitalizálják a meglévőket. Szepessy Ákos,  Tamási Miklós és barátaik mintegy húsz év alatt gyűjtötték össze, majd tették közzé ezeket a régi – többségében amatőr – felvételeket, amelyekből sokat budapesti lomtalanításokon találtak kidobva. Először az Index.hu hírportálon, majd 2020 szeptemberétől a Robert Capa Kortárs Fotográfiai Központtal szakmai együttműködésben a Heti Fortepan című blogon a Fortepan szerkesztői rendszeresen és tematikusan bemutatják a huszadik századi magyar, amatőr fotósok gazdátlanná vált vagy odaajándékozott hagyatékát.
… úgy indult a honlap, hogy a közösen gyűjtött, körülbelül 5000 fényképet digitalizáltuk és felpakoltuk az internetre. Bár Ákos benne van a dolgokban jelenleg is, de már nem napi szinten, egyéb teendői miatt. Én már 15 éve a Közép-Európai Egyetem részét képző, OSA Archívumban dolgozom, mely egy hidegháborús gyűjtőhely, levéltár és kiállítótér, ahol főleg a Centrális Galériában épített kiállításokkal foglalkozom.
2016 óta egy szerződés alapján a Fortepan adminisztratív támogatását a Summa Artium nyújtja, ők gyűjtik össze az egyetlen fizetett munkatárs, az alapító szerkesztő bérét. A fő támogatók négy magyar magánszemély, valamint a Torontóban működő Archive of Modern Conflict.
A Fortepan 2017-ben megkereste Deutsch Tamást, a Digitális Jólét Program vezetőjét, hadd pályázhassanak civil szervezetek is 5 százalék erejéig támogatásra. Deutsch Tamás felkérte a javaslattevőket írjanak egy részletes pályázati kiírást, és találjanak egy közintézményt, amely vállalkozna annak kezelésére. Erre az Országos Széchényi Könyvtár vállalkozott is, de konkrét visszajelzést a Fortepan nem kapott.
A Fortepan önkéntes szerkesztők és segítők munkájára épül, közpénzt nem kap, azonban a honlapot anyagilag lehet támogatni.
2019-ben a Magyar Nemzeti Galériában a Fortepan fotóarchívum százezres gyűjteményének több mint 300 legizgalmasabb fotójából nyílt kiállítás.
2020-ban a Fortepan csapata a Fővárostól Pro Urbe Budapest díjat kapott, az indoklás szerint „a közelmúlt emlékezetét egyedi módon archiváló, értékteremtő és közösségalakító tevékenységéért.”
2024. október 22-én töltötték fel a 200 000-dik fényképet a weboldalra, mely az 1956-os eseményekhez köthető.

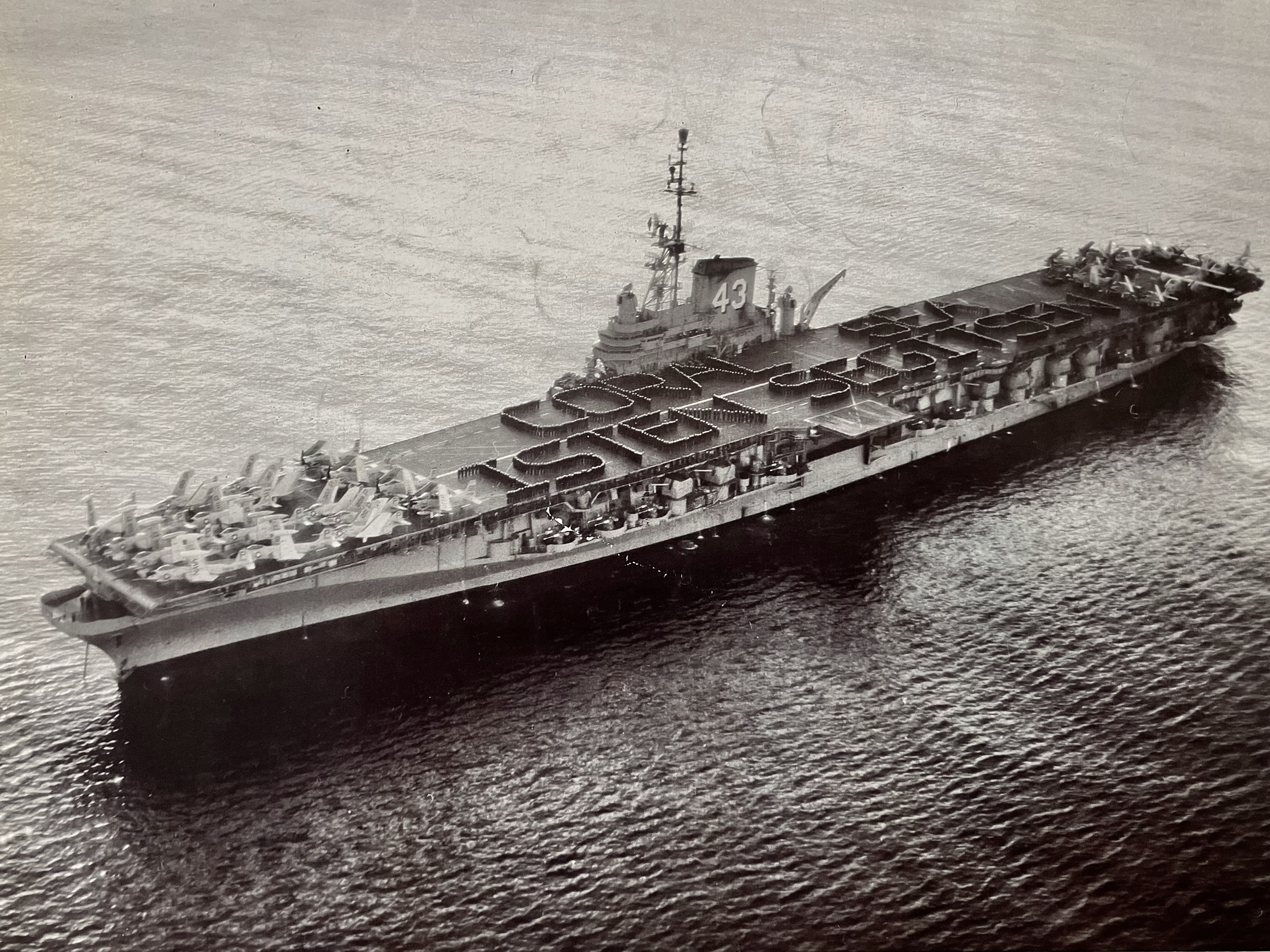
A USS Coral Sea legénységének üzenete az 1956-os forradalomnak

## A gyűjteményt bővítő fontosabb projektek
- Kezdetben az 1980-as végétől a budapesti kerületekben lomtalanításkor kidobott fotók és negatívok képezték a gyűjtemény alapját.[13]
- 2012-ben a VÁTI Építésügyi Dokumentációs és Információs Központtól a Fortepan munkatársai lehetőséget kaptak arra, hogy a fotóanyagaikból válogassanak. Az 1955–1985 időszakot felölelő gyűjtemény fényképeinek többsége Magyarország vidéki nagyvárosaiban készült.[14]
- 2015 márciusában az egyik adományozónak, az UVATERV (Út-, Vasúttervező Zrt.) székházának szuterénje leégett, és az ott tárolt hatalmas fotógyűjtemény megrongálódott, mely az 1949 utáni magyarországi építkezéseket dokumentálta. A Fortepan önkéntesei a tűz és az oltás után maradt, „pernyével teli vizes masszát" hazavitték, a papírokat lefejtették a negatívokról, aztán szárítókötélen megszárították, és feltöltötték a felbecsülhetetlen értékű megmaradt fotókat az adatbázisba.[15]